# Agàclit
Agàclit (grec antic: Ἀγακλυτός, Agaklytós, llatí: Agaclytus), fou un escriptor grec d'època desconeguda, que va escriure una obra sobre Olímpia (περὶ Ὀλυμπίας), a la qual fan referència la Suïda i Foci.